# النوبارية الجديدة
النوبارية الجديدة هي مدينة مصرية جديدة من مدن الجيل الثاني، تقع في محافظة البحيرة، وتتبع إدارياً لهيئة المجتمعات العمرانية الجديدة، أنشئت بقرار رئيس مجلس الوزراء المصري رقم 375 لسنة 1986، سميت مدينة النوبارية على اسم ترعة النوبارية حيث تقع على جهتها الغربية، والتي سميت بدورها على اسم منشئها نوبار باشا أول رئيس وزراء في مصر الحديثة وتقع مباشرة على طريق القاهرة - الإسكندرية الصحراوي بالكيلو 80، ويبلغ عدد سكان النوبارية الجديدة 4280 نسمة، منهم 2223 ذكر و2057 أنثى بحسب الإحصاء الرسمي لعام 2006. وتبلغ مساحة المدينة حوالي 1816 فدان.

## المخطط العام
تتكون النوبارية من منطقتين سكنيتين، المنطقة السكنية الأولى تُسمى الـ 960 وحدة سكنية، أما المنطقة الثانية فتسمى الألف وحدة، وتحتوي على ثلاثة مساجد رئيسية كبيرة، وخلال سنة 2008 أطلق الرئيس محمد حسني مبارك مشروع ابني بيتك التي ساهمت في زيادة المناطق السكنية بالمدينة، من خلال تنفيذ 3 أحياء بأسماء أ وب و ج في الجانب الغربي من خط أنابيب سوميد لنقل البترول، كما يوجد في مدينة النوبارية مجموعة من المصانع ذات النشاطات المختلفة مثل السماد وتعبئة الحاصلات الزراعية والتصنيع الغذائي.

### مياه الشرب والصرف الصحي

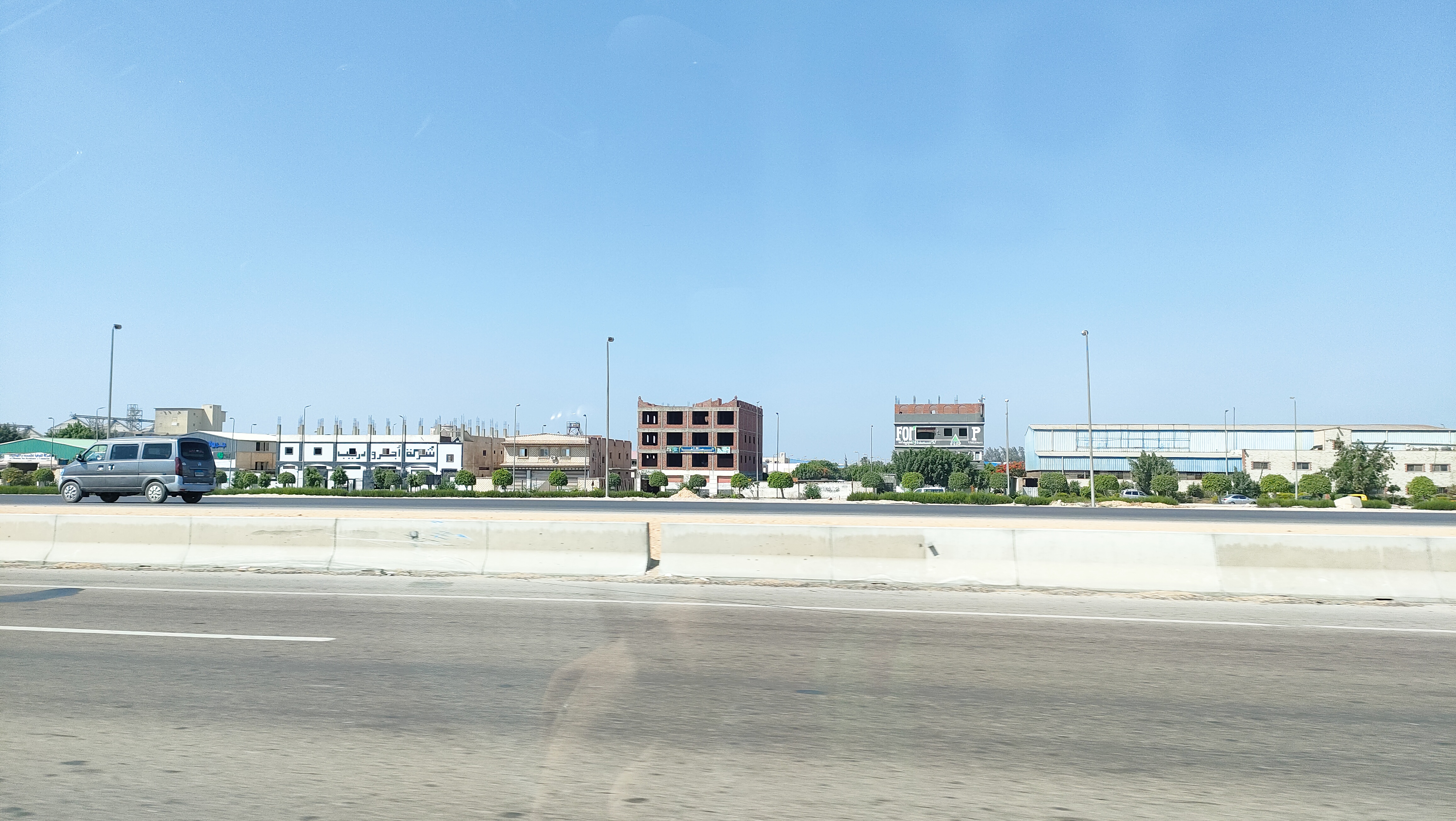
المنطقة الصناعية